# State of Independence
«State of Independence» es una canción escrita por Jon Anderson y Vangelis. Originalmente grabado en París por Jon y Vangelis para su álbum de 1981 The Friends of Mr Cairo, las letras fueron improvisadas para la música que fue concebida como espiritual y edificante. Fue lanzada como sencillo en julio de 1981, con "Beside" como lado B, pero no entró en las listas. 
Fue relanzado en 1984 y esta versión alcanzó el número 67 en la lista UK Singles Chart del Reino Unido.
Jon Anderson grabó una nueva versión de la canción para su álbum en solitario Change We Must de 1994 y una versión acústica en vivo se puede encontrar en su álbum Live from La La Land de 2007.

### Músicos
- Vangelis – teclados, sintetizadores
- Jon Anderson - voz
- Dick Morrissey - saxofón

## Versión de Donna Summer
Donna Summer hizo una versión de "State of Independence" en su álbum de 1982 Donna Summer, producido por Quincy Jones. Fue lanzado a continuación de su exitoso sencillo "Love Is in Control (Finger on the Trigger)". 
En 1982 se convirtió en un éxito número uno en los Países Bajos y se ubicó entre los 20 primeros en Reino Unido, Irlanda, Bélgica y Luxemburgo. En Estados Unidos alcanzó el puesto número 41. 
El sencillo fue reeditado en Europa en 1990 tras el lanzamiento del álbum recopilatorio The Best of Donna Summer y en 1996 PolyGram publicó una versión remezclada de la grabación de Summer de "State of Independence" que incluía mezclas de Phil Ramocon, Sold Out, DJ Dero, Ralph Falcon & Oscar G, y Jules & Skins.
En 1996 alcanzó el número 13 de la UK Singles Chart y llegó al número 4 en la UK Dance Chart del Reino Unido. 
La versión de Summer es notable por su coro de estrellas que incluía a Lionel Richie, Dionne Warwick, Michael Jackson, Stevie Wonder, Christopher Cross, Dyan Cannon, James Ingram, Kenny Loggins, Peggy Lipton, Patti Austin, Michael McDonald y Brenda Russell. 

## Posicionamiento en listas
| Lista (1982)                             | Máxima posición |
| ---------------------------------------- | --------------- |
| Bélgica (Flandes) (Ultratop 50)          | 4               |
| España (Los 40)                          | 26              |
| Estados Unidos (Billboard Hot 100)       | 41              |
| Estados Unidos (Billboard Black Singles) | 31              |
| Irlanda (IRMA)                           | 10              |
| Luxemburgo (Radio Luxembourg)            | 8               |
| Países Bajos (Dutch Top 40)              | 1               |
| Países Bajos (Dutch Charts)              | 3               |
| Reino Unido (UK Singles Chart)           | 14              |
| Lista (1990)                             | Máxima posición |
| Países Bajos (Dutch Charts)              | 69              |
| Reino Unido (UK Singles Chart)           | 45              |
| Lista (1996)                             | Máxima posición |
| Reino Unido (UK Singles Chart)           | 13              |
| Reino Unido (UK Dance Chart)             | 4               |

## Versión de Moodswings
En 1992, una tercera versión de la canción, retitulada "Spiritual High (State of Independence Pt. II)", fue grabada y lanzada como sencillo por el dúo inglés Moodswings en su álbum Moodfood, con la voz de la cantante principal de The Pretenders, Chrissie Hynde y un sample del discurso de Martin Luther King Jr. de 1963 "Yo tengo un sueño". El sencillo alcanzó el puesto número 47 en la UK Singles Chart del Reino Unido.